# Xã Emmet, Quận Emmet, Iowa
Xã Emmet (tiếng Anh: Emmet Township) là một xã thuộc quận Emmet, tiểu bang Iowa, Hoa Kỳ. Năm 2010, dân số của xã này là 184 người.